# La Fourche (Manhay)
Pour les articles homonymes, voir La Fourche.
La Fourche (en wallon : Li Fotche) est un hameau de la commune belge de Manhay, située dans le nord de la province de Luxembourg.
Avant la fusion des communes de 1977, La Fourche faisait partie de la commune de Grandmenil.

## Situation
Ce hameau ardennais se trouve à 300 m à vol d'oiseau à l'ouest de l'autoroute E 25 Liège-Luxembourg,  à 600 m au nord-est de Chêne al'Pierre et à 6 km au nord du centre de Manhay. La localité se situe sur un plateau herbeux entre deux espaces boisés. Le ruisseau le Grand Bois, un affluent de la Lienne, y prend sa source. L'altitude du hameau varie entre 460 et 470 m. 

## Description et patrimoine
Le hameau comprend une vingtaine d'habitations. Peu d'immeubles sont anciens comme la maison à double-corps de la seconde moitié du XIXe siècle, en moellons de grès et encadrements en pierres de taille calcaires sise au no 23 de La Fourche et la ferme en moellons de grès chaulés avec porte charretière et dépendance située au no 2 du Pierri des Forges.

## Sources et liens externes
- Site de la commune de Manhay